# Witam panie
Witam panie (ang. Hello Ladies, 2013) – amerykański serial komediowy stworzony przez Stephena Merchanta, Lee Eisenberga i Gene'a Stupnitsky'ego. Wyprodukowany przez Four Eyes Entertainment, Quantity Entertainment i ABC Studios.
Światowa premiera pierwszego, ośmioodcinkowego sezonu serialu miała miejsce 29 września 2013 roku na amerykańskim HBO. W Polsce premiera serialu zadebiutuje 20 stycznia 2014 roku, na polskim kanale HBO.
Stacja HBO anulowała serial po jednym sezonie.

## Opis fabuły
Serial opisuje losy Stuarta Pritcharda (Stephen Merchant), nieporadnego Anglika, który szuka prawdziwej miłości w mieście Los Angeles.

## Obsada
- Stephen Merchant[3] jako Stuart Pritchard
- Christine Woods[3] jako Jessica Vanderhoff
- Nate Torrence[3] jako Wade Bailey
- Kevin Weisman[3] jako Kives
- Kyle Mooney[3] jako Rory

## Spis odcinków
| Światowa premiera | Polska premiera | N/o | Angielski tytuł |
| ----------------- | --------------- | --- | --------------- |
|                   |                 |     |                 |
| SERIA PIERWSZA    |                 |     |                 |
|                   |                 |     |                 |
| 29.09.2013        |                 | 01  | Pilot           |
|                   |                 |     |                 |
| 06.10.2013        |                 | 02  | The Limo        |
|                   |                 |     |                 |
| 13.10.2013        |                 | 03  | The Date        |
|                   |                 |     |                 |
| 20.10.2013        |                 | 04  | The Dinner      |
|                   |                 |     |                 |
| 27.10.2013        |                 | 05  | Pool Party      |
|                   |                 |     |                 |
| 03.11.2013        |                 | 06  | Long Beach      |
|                   |                 |     |                 |
| 10.11.2013        |                 | 07  | The Wedding     |
|                   |                 |     |                 |
| 17.11.2013        |                 | 08  | The Drive       |
|                   |                 |     |                 |